# Hank Mobley
Hank Mobley — студійний альбом американського джазового саксофоніста Генка Моблі, випущений у 1958 році лейблом Blue Note Records.

## Список композицій
1. «Mighty Moe and Joe» (Кертіс Портер) — 6:53
2. «Falling in Love with Love» (Лоренц Гарт, Річардс Роджерс) — 5:26
3. «Bags' Groove» (Мілт Джексон) — 5:53
4. «Double Exposure» (Генк Моблі) — 8:04
5. «News» (Кертіс Портер) — 8:12

## Учасники запису
- Генк Моблі — тенор-саксофон
- Білл Гардмен — труба
- Кертіс Портер — альт-саксофон, тенор-саксофон
- Сонні Кларк — фортепіано
- Пол Чемберс — контрабас
- Арт Тейлор — ударні

Технічний персонал
- Альфред Лайон — продюсер
- Руді Ван Гелдер — інженер
- Роберт Левін — текст
- Френсіс Вульфф — фотографія обкладинки
- Том Геннан — дизайн обкладинки